# Наилатикау, Епели
Рату Епели Наилатикау, LVO, OBE, MSD, OStJ, (фидж. Epeli Nailatikau; род. 5 июля 1941) (часто упоминается как На-Туранга Маи Наисонголата) — главнокомандующий армией, авиацией и флотом Фиджи и  Президент Фиджи с 30 июля 2009 года и до 12 ноября 2015 года

## Биография
Епели Наилатикау родился 5 июля 1941 года на Фиджи. Образование получил в нескольких учебных заведениях страны: окружной школе Мбау, фиджийской школе Ндраимба, государственной школе Левука, школе Королевы Виктория. После этого отправился в Новую Зеландию, где обучался военному делу. Имел длительную карьеру в военной (20 лет), дипломатической (17 лет) и государственной службе.
В 1966 году был командирован в 1-й батальон Королевского новозеландского пехотного полка, а затем был отправлен в Саравак (Малайзия), штат, ставший очагом индонезийско-малайзийской конфронтации. Кроме того, Наилатикау был командующим первого контингента из Фиджи, размещённого в 1978 году на территории Ливана и входившего в состав миротворческих сил ООН (ЮНИФИЛ).
По возвращении в Фиджи служил в пехотном полке страны, где добился серьёзных успехов. К 1987 году он уже получил звание бригадного генерала и был командующим Королевскими фиджийскими вооружёнными силами. Однако во время своего нахождения в Австралии в том же году в Фиджи произошёл государственный переворот и  Наилатикау был лишён своих званий.
В результате Наилатикау решил уйти из армии и занялся дипломатической карьерой. Окончив курсы дипломатической службы в Университете Оксфорда, он был назначен высоким комиссаром Фиджи в Соединённом Королевстве, а также был аккредитован послом Фиджи в Дании, Египте, Германии, Израиле и Ватикане. Позже он был назначен послом Фиджи по особым поручениям, а также высоким комиссаром в странах-членах Южнотихоокеанского форума, прежде чем стал в 1999 году постоянным секретарём иностранных дел и внешней торговли Фиджи.
После государственного переворота в стране в 2000 году Наилатикау стал кандидатом в премьер-министры страны, однако затем он отказался от своей кандидатуры в пользу Лаисениа Нгарасе. Тем не менее Наилатикау был назначен заместителем премьер-министра, а также министром по фиджийским делам во временном Кабинете министров. В 2001 году, после проведённых в стране всенародных выборов, он одержал победу над Джоли Калу, заняв пост спикера в Палате представителей, которым оставался вплоть до 2006 года. После государственного переворота 2006 года Наилатикау был назначен и. о. премьер-министра Фрэнком Мбаинимарама временным министром иностранных дел и внешней торговли, а в январе 2007 года — временным министром иностранных дел, международного сотрудничества и гражданской авиации. В сентябре 2008 года переведён на должность временного министра по делам развития провинций и этнических меньшинств. В октябре 2008 года Наилатикау стал министром по делам коренного населения и выбран председателем Большого совета вождей. С 17 апреля 2009 года он был назначен вице-президентом. С 30 июля 2009 года стал исполняющим обязанности президента после отставки 88-летнего президента Илоило.
5 ноября 2009 года был приведён к присяге в качестве нового президента Фиджи.
Занимаясь преимущественно политической деятельностью, Наилатикау был также представителем ЮНЭЙДС, а в 2004 году председательствовал на первой конференции парламентариев тихоокеанских государств, посвящённой борьбе с ВИЧ/СПИД и проведённой в столице Фиджи, городе Сува.

## Личная жизнь
В 1981 году Наилатикау женился на Ади Коила Мара, второй дочери Камисесе Мара, который в прошлом занимал пост премьер-министра и президента Фиджи. Имеет два ребёнка: сына, Камисесе Вуна, и дочь, Литиа Такомбау.